# Xanthippé (Szókratész felesége)

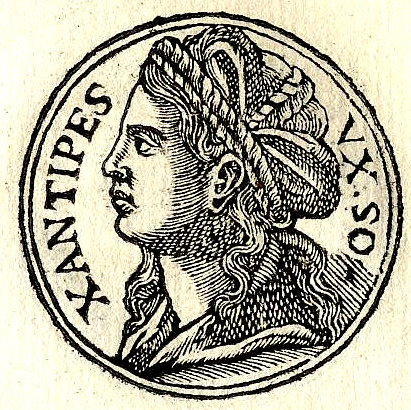
Xanthippé

Xanthippé Szókratész felesége, Lamproklész anyja. A férfi szellemi törekvéseivel szemben értetlenül álló asszony közmondásos példája.
Jelképe az összeférhetetlen, nyelves, házsártos, zsémbes, boldogtalan asszonynak.
Szókratész első felesége volt Xanthippé. A tudós később újabb feleséget is maga mellé vett. A két feleségétől összesen három gyermeke született: Mirthosztól Szóphronikosz és Menexenosz; Xanthippétől Lamproklész.

## Anekdoták
- Az asszony egy anekdota szerint is nagyon házsártos, összeférhetetlen teremtés volt. Amikor a mestert meglátogatták a barátai, Xanthippé elkezdett velük kiabálni, majd fogta az éjjeli edényt, és a tartalmát Szókratész fejére borította.

- Amikor megkérdezték Szókratésztől, mi késztette arra, hogy egy ilyen nőt elvegyen, így válaszolt:

„Megfigyeltem, hogy azok az emberek, akik jó, tapasztalt lovasok akarnak lenni, nem jámbor, hanem tüzes paripát választanak maguknak. Abból indulnak ki, ha be tudják törni, a többivel könnyen megbirkóznak. Pontosan így jártam el én is. Miután szeretnék bánni tudni az emberekkel, elvettem Xanthippét, s meg voltam győződve, hogy ha vele boldogulok, a többi emberrel már könnyű dolgom lesz.”

- Egy alkalommal, mikor megkérdezte tőle Alkibiadész, miért tűri az asszony folytonos pörölését, Szókratész így felelt:

„- Hát te nem viseled el a libáid gágogását?

A barát azt felelte erre, hogy a libái cserében hasznot hajtanak neki, tojást, tollat, kislibát adnak. Szókratész azt felelte erre:

- Nos hát Xanthippé pedig gyerekeket ad nekem.”

- Egyszer Szókratész azért feddte meg Lamproklészt, mert a fiú tiszteletlen volt az édesanyjával szemben. Lamproklész is nehezen viselte anyja házsártos természetét. Szókratész azonban megmagyarázta neki, hogy egy gyermek anyja részéről nagy jótéteményben részesül, amikor az gondozza, ápolja őt, ezért hálával tartozik érte. A filozófus a fiát kérdezgetve, fokozatosan rávezette őt a helyes megállapításra, míg végül az saját maga mondta ki mennyire tiszteli az édesanyját.

## Említése aLiliomfiban
Szigligeti Ede vígjátékában is felbukkan a neve, Szilvai Tódor professzor nevezi a feleségét, Emerenciát Xanthippének.

„
SZILVAI:
    Meghalt feleségem,

    Satis tarde quidem,

    Oda reménységem,

    Debuisset pridem.
KAMILLA: Meghalt? - mikor!
SZILVAI: Csak két hete.
KAMILLA: Eszerint többé nem kell titkolódznunk?
SZILVAI: Nem! Nincs többé Xantippe!
KAMILLA: S nem fog újraházasodni?
SZILVAI: Házasodni? Hogy megijeszt! Isten mentsen! Abszolváltam a házasság iskoláját, örökös vakációt tartok. Mariskáért jövök; magammal viszem. De hol van? Képzelem, megnőtt nyolc év alatt, mióta nem láthatám. Ugyan, hívja elő.”

– Első felvonás 1. jelenet (részlet)